# Andreï Biély
Pour les articles homonymes, voir BougaÏev et Bély.
Boris Nikolaïevitch Bougaïev, connu sous le pseudonyme d'Andreï Biély ou André Bély, né le 14 octobre 1880 (26 octobre dans le calendrier grégorien) à Moscou et mort le 8 janvier 1934, est un poète et écrivain russe.
Andreï Biély est considéré comme l'un des plus grands écrivains russes du XXe siècle. Avec son ami, Alexandre Blok, il fut un des chefs de file de la seconde génération symboliste en Russie. Très doué et instruit dans plusieurs disciplines dont les mathématiques, les sciences naturelles, la philosophie, il était aussi musicien et dessinateur.

## Biographie
Son père était professeur à l'université de Moscou, où il enseignait les mathématiques. Pendant son enfance, il est marqué par Goethe, Frédéric Chopin et Ludwig van Beethoven, puis par Nicolas Gogol et Charles Dickens.
Ses influences s’étendent en 1896 par ses lectures d'Arthur Schopenhauer, en 1897 par celles de Dostoïevski et d’Ibsen ; ensuite en 1899 par sa découverte de Nietzsche et du philosophe russe Vladimir Soloviev, de Wagner ainsi que par Emmanuel Kant. Il lit les Vedas, et les « auteurs modernes français ». En 1899, il entre à l'université de Moscou, où il s'inscrit d'abord en sciences naturelles, puis en lettres. En 1903-1904, il entretient une relation amoureuse avec la poétesse Nina Petrovskaïa. 
Il fréquente le salon moscovite de Margarita Morozova à partir de 1905.
En 1905, il séjourne à Saint-Pétersbourg, où il assiste au début de la révolution. À Moscou il prend part à des manifestations. En 1907, il séjourne à Munich et à Paris, où il rencontre Jean Jaurès, pour y tenir des conférences. Son premier roman La Colombe d'argent est publié dans une revue en 1909, année où il rencontre Assia Tourguenieva, qu’il épousera en 1914 à Berne. Ils visitent ensemble la Sicile, l’Égypte, la Tunisie et la Palestine.
En 1912, il part pour Bruxelles, pour Bergen en Norvège puis pour Leipzig, où il fait la rencontre de Rudolf Steiner. Subjugué par ce dernier, il le suit à Dornach, où il s'installe en 1914. Il fait partie de la communauté qui construit le Johannes Bau qui fut dénommé ultérieurement Goetheanum. Assia et sa sœur Nathalie participent activement à l'entreprise (Assia dirige l'équipe de sculpteurs). Biély peu habile de ses mains, n'est pas vraiment utile, aussi il sillonne l'Europe suivant Steiner dans ses tournées de conférences, Stuttgart, Munich, Vienne, Prague. Il était aussi martiniste, Supérieur Inconnu et membre de la Loge Saint Jean l'Apôtre.
En 1916, il répond à l'appel de mobilisation et rentre en Russie en passant par l'Angleterre, mais il est réformé. Assia refuse de quitter Dornach et son travail au Goetheanum en construction. Il vit alors dans un monde obsessionnel et grotesque qu'il décrit minutieusement dans les Carnets d'un toqué. L’année suivante, il fonde le groupe anthroposophique de Moscou avec l'anthroposophe T. Trapeznikov. Il rencontre pour la première fois celle qui sera sa seconde épouse en 1925, Klavdia Nikolaïevna Vassilieva. Il publie Glossolalie, un essai de poésie critique sur l’origine du langage, la manière dont les mots naissent dans la bouche, la conformité du son et du sens.
Comme Alexandre Blok, Biély soutient la Révolution russe. Mais après 1919, il est déçu par la révolution bolchévique, car il a constaté qu'il n'y avait pas de « révolution d'esprit ». En 1920, il fonde avec le critique Ivanov-Razoumnik la VOL-FILA (Association libre de Philosophie) dont il présida la branche moscovite. Il éprouve des doutes sur l'anthroposophie. Très vite, son indépendance à l'égard de la stricte doctrine marxiste avait été mal tolérée du pouvoir. Plusieurs membres de l'association avaient été arrêtés puis relâchés, le groupe était de plus en plus surveillé par la Tcheka, et fut finalement interdit à Moscou au début de 1921. Cependant, Lénine accepte de laisser partir Biély pour l'étranger.
En 1921, il s'installe à Berlin, où se trouvent de très nombreux intellectuels russes. Assia lui signifie leur séparation définitive. Ils se rencontreront encore à Berlin en 1922 puis à Stuttgart en 1923 pour le constat de séparation. Klavdia Nikolaïevna Vassilieva le rejoint alors à Berlin. Ils rentrent ensemble à Moscou, en URSS, où Léon Trotski condamne avec mépris l'écrivain Biély dans son ouvrage Littérature et Révolution.
En 1931, le couple s'installe près de Léningrad. Le 15 juin 1933, Andreï Biély subit une première crise cardiaque ; il meurt à Moscou le 8 janvier 1934, à l'âge de 54 ans. À sa mort, son œuvre comprend 46 volumes et plus de 300 articles, récits, esquisses.
Il est inhumé au cimetière de Novodiévitchi.
Son nom a été donné à l'un des principaux prix littéraires russes, le prix Andreï Biély.

## Principales œuvres
- Friedrich Nietzsche

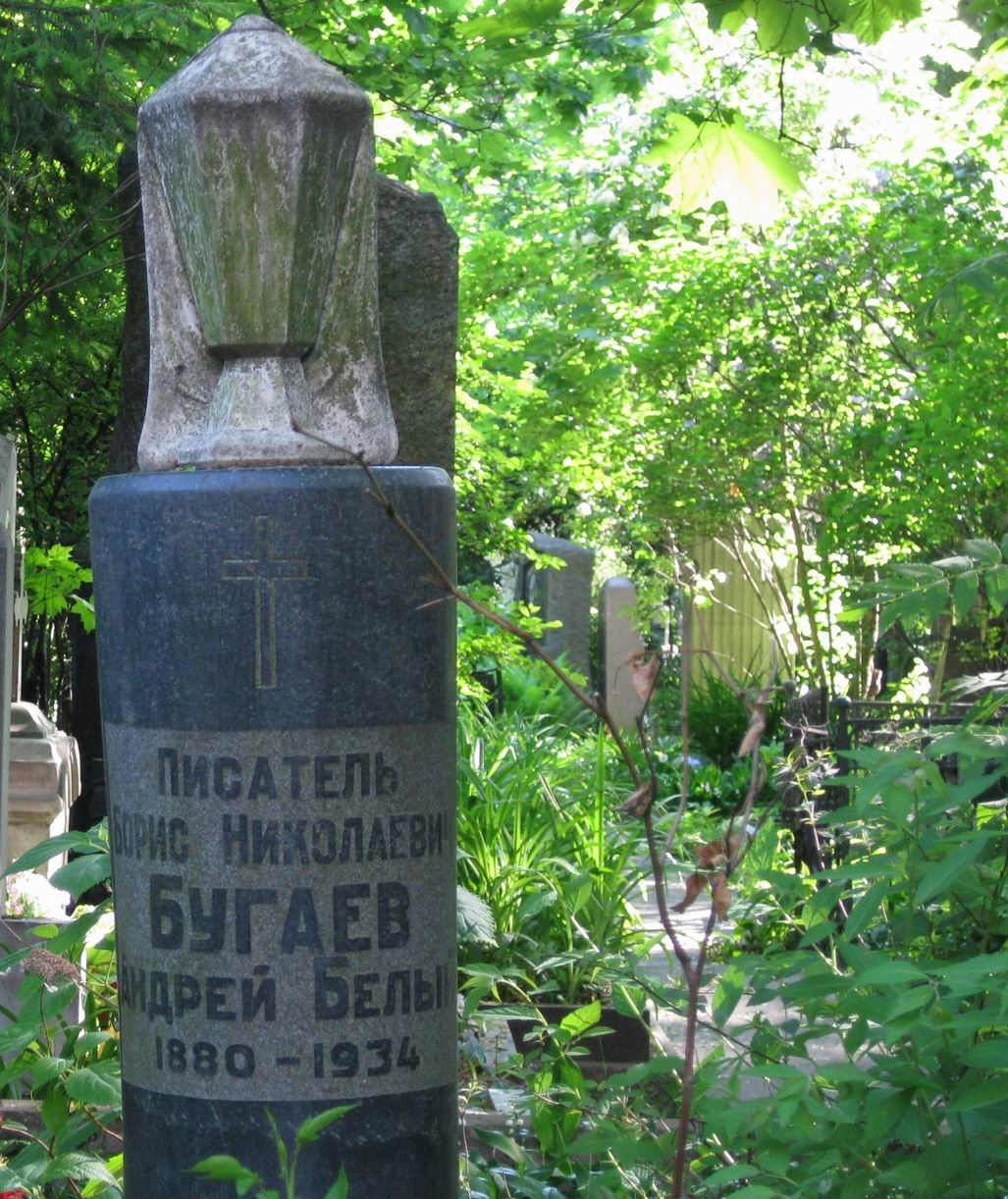
Tombe d'Andreï Biély, avec son nom de naissance, Boris Bougaïev

- Symphonie dramatique (1902, Симфония 2-я, драматическая)
- La Colombe d'argent (en) (1909, Серебряный голубь), roman[8]
- Pétersbourg (en) (1913/1922, Петербург), roman[1]
- Kotik Létaïev (ru) (1918, Котик Летаев), roman autobiographique évoquant l'enfance de Biély
- Glossolalie (ru) (1917, Глоссолалия), poème
- Carnets d'un toqué (entrepris en 1918, et publié en 1922, Записки чудака), roman autobiographique
- Souvenirs sur Rudolf Steiner (1929)

### Œuvres non traduites
- Symphonies (Симфонии, 1900-1908) 
  - Symphonie 1, héroïque (1900)
  - Le retour. III symphonie (1905)
  - La Coupe des Tempêtes. Quatrième symphonie (1908)
- Or sur Azur (1904, Золото в лазури), recueil en vers
- Urnes (1909, Урна), recueil en vers
- Cendres (1909, Пепел), recueil en vers
- Symbolisme (1910, Символизм), recueil d'articles
- Christ est ressuscité (1918, Христос воскрес), poème
- Le Chinois baptisé (1921, Крещёный китаец), roman autobiographique
- Moscou (1926-1932, Москва), roman 
  - T. 1, p. 1. L'excentrique de Moscou (1926, Московский чудак)
  - T. 1, p. 2. Moscou en état de siège (1926, Москва под ударом)
  - T. 2. Masques (1932, Маски)

### Articles d'Andreï Biély
- Deux articles de Biély de 1907 sur le cinéma : « Le cinématographe » et « La ville » dans Le Cinéma : naissance d'un art. 1895-1920, Daniel Banda et José Moure (éd.), Paris, Flammarion, Champs, 2008.